# Anoplophora lurida
Anoplophora lurida là một loài bọ cánh cứng trong họ Cerambycidae.